# Wasilkiszki 5
Wasilkiszki 5 (biał. Васількішкі 5; ros. Василькишки 5) – chutor na Białorusi, w obwodzie witebskim, w rejonie brasławskim, w sielsowiecie Plusy.
Dawna nazwa miejscowości to Pietkuny.

## Historia
W czasach zaborów miejscowość leżała w granicach Imperium Rosyjskiego.
W latach 1921–1945 kolonia leżała w Polsce, w województwie nowogródzkim (od 1926 w województwie wileńskim), w powiecie brasławskim, w gminie Plusy.
W Powszechnym Spisie Ludności z 1921 roku spisano łącznie Wasilkiszki I do VI. W miejscowościach zamieszkiwało 245 osób, 195 było wyznania rzymskokatolickiego a 50 staroobrzędowego. Jednocześnie 187 mieszkańców zadeklarowało polską przynależność narodową a 58 białoruską. Było tu 40 budynków mieszkalnych. W 1931 w 9 domach zamieszkiwało 42 osoby.
Wierni należeli do parafii rzymskokatolickiej w Plusach i prawosławnej w Brasławiu. Miejscowość podlegała pod Sąd Grodzki w Brasławiu i Okręgowy w Wilnie; właściwy urząd pocztowy mieścił się w Plusach.
W wyniku napaści ZSRR na Polskę we wrześniu 1939 miejscowość znalazła się pod okupacją sowiecką. Od czerwca 1941 roku pod okupacją niemiecką. W 1944 miejscowość została ponownie zajęta przez wojska sowieckie i włączona do Białoruskiej SRR.
Od 1991 w składzie niepodległej Białorusi.